# Tour de France 2006 – 1. etapa

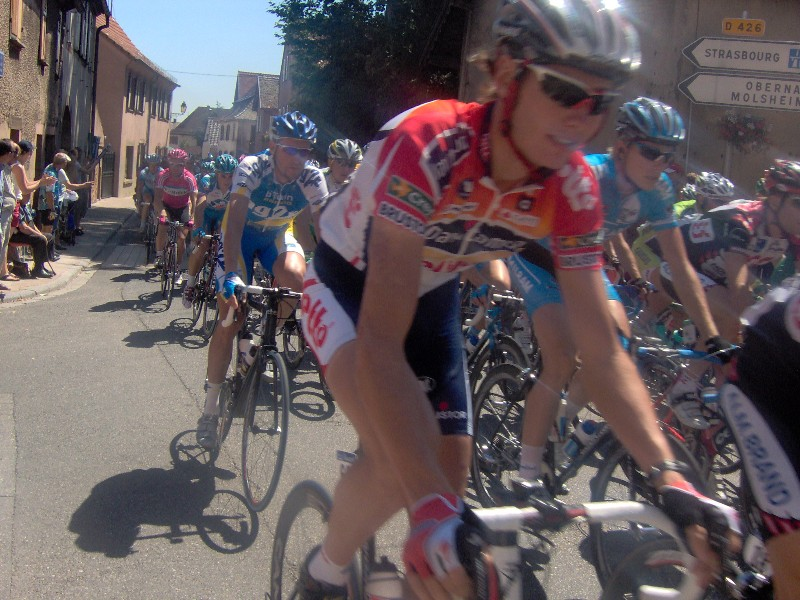
Peloton během 1. etapy

- 2. červenec
- Strasbourg – Strasbourg
- 184,5 km

## Profil

### Sprintérské prémie
- 53. km – Saverne
- 137. km – Plobsheim
- 175,5. km – Kehl

### Horská prémie
- 101,5. km – Côte de Heiligenstein 290 m n. m., 1,1 km se stoupáním 4,1 % (4. kategorie)

## Klasifikace sprintérských prémií

### Saverne, 53. km
| 1 | Benoît Vaugrenard | 6 b + 6 s |
| 2 | Walter Beneteau   | 4 b + 4 s |
| 3 | Unai Etxebarria   | 2 b + 2 s |

### Plobsheim, 137. km
| 1 | Walter Beneteau   | 6 b + 6 s |
| 2 | Benoît Vaugrenard | 4 b + 4 s |
| 3 | Matthieu Sprick   | 2 b + 2 s |

### Kehl, 175,5. km
| 1 | Walter Beneteau   | 6 b + 6 s |
| 2 | Sébastien Hinault | 4 b + 4 s |
| 3 | George Hincapie   | 2 b + 2 s |

## Klasifikace horských prémií

### Côte de Heiligenstein, 101,5. km
| 1 | Fabian Wegmann  | 3 b |
| 2 | Matthieu Sprick | 2 b |
| 3 | Unai Etxebarria | 1 b |

## Pořadí v etapě
| *   | Jezdec          | Tým                              | Čas      |
| --- | --------------- | -------------------------------- | -------- |
| 1   | Jimmy Casper    | Cofidis Credit Par Telephone     | 04:10:00 |
| 2   | Robbie McEwen   | Davitamon-Lotto                  | + 0:00   |
| 3   | Erik Zabel      | Team Milram                      | + 0:00   |
| 4   | Daniele Bennati | Lampre-Fondital                  | + 0:00   |
| 5   | Luca Paolini    | Liquigas                         | + 0:00   |
| 6   | Isaac Galvez    | Caisse D´Epargne - Illes Balears | + 0:00   |
| 7   | Stuart O´Grady  | Team CSC                         | + 0:00   |
| 8   | Bernhard Eisel  | Francaise Des Jeux               | + 0:00   |
| 9   | Thor Hushovd    | Credit Agricole                  | + 0:00   |
| 10  | Oscar Freire    | Rabobank                         | + 0:00   |
| ..  | ……………….         | ………………                           | …….      |
| 123 | Pavel Padrnos   | Discovery Channel Team           | + 0:00   |

Nejaktivnější jezdec: Walter Beneteau

## Celkové pořadí
| George Hincapie 04:18:15 | Jimmy Casper 35  | Fabian Wegmann 3  | Benoit Vaugrenard 04:18:26 |
| Thor Hushovd + 0:02      | Thor Hushovd 32  | Matthieu Sprick 2 | Joost Posthhuma + 0:07     |
| David Zabriskie + 0:06   | Robbie McEven 30 | Unai Etxebarria 1 | Marcus Fothen + 0:09       |